# Воронковцы
Воронковцы (укр. Воронківці) — село в Староконстантиновском районе Хмельницкой области Украины.
Население по переписи 2001 года составляло 1131 человек. Почтовый индекс — 31151. Телефонный код — 3854. Занимает площадь 2,35 км². Код КОАТУУ — 6824282302.

## Местный совет
31150, Хмельницкая обл., Староконстантиновский р-н, с. Григоровка